# دكلهية (حديبو)

تعديل مصدري - تعديل

دكلهية إحدى قرى مديرية حديبو التابعة لمحافظة سقطرى، بلغ تعداد سكانها 23 نسمة حسب تعداد اليمن لعام 2004.